# 13606 Bean
13606 Bean este un asteroid din centura principală de asteroizi.

## Descriere
13606 Bean este un asteroid din centura principală de asteroizi. A fost descoperit pe 11 septembrie 1994 la Kitt Peak National Observatory în cadrul proiectului Spacewatch. El prezintă o orbită caracterizată de o semiaxă mare de 2,43 ua, o excentricitate de 0,10 și o înclinație de 2,8° în raport cu ecliptica.